# لقاح H5N1
لقاح H5N1 هو لقاح ضد الإنفلونزا يهدف إلى توفير التحصين ضد النوع الفرعي من فيروس الإنفلونزا H5N1.
تمت صياغة اللقاحات ضد العديد من أصناف إنفلونزا الطيور H5N1. وتطعيم الدواجن ضد وباء H5N1 منتشر على نطاق واسع في بعض البلدان. توجد بعض اللقاحات أيضًا للاستخدام في البشر، والبعض الآخر قيد الاختبار، ولكن لم يتم توفير أي منها للسكان المدنيين، ولم يتم إنتاجه بكميات كافية لحماية أكثر من جزء صغير من سكان الأرض في حالة جائحة H5N1.
في يناير 2020، وافقت إدارة الغذاء والدواء الأمريكية (FDA) على Audenz، وهو لقاح أحادي الإنفلونزا مساعد (H5N1). Audenz هو لقاح محدد للتحصين النشط للوقاية من المرض الناجم عن النوع الفرعي لفيروس إنفلونزا H5N1 الموجود في اللقاح. تمت الموافقة على Audenz للاستخدام في الأشخاص الذين يبلغون من العمر ستة أشهر أو أكثر في زيادة خطر التعرض لفيروس إنفلونزا H5N1 الفرعي الموجود في اللقاح.
بعض لقاحات H5N1 القديمة القائم على البيض التي تم ترخيصها للبشر هي:
- لقاح سانوفي باستور المعتمد من الولايات المتحدة في أبريل 2007.[3][4]
- لقاح غلاكسو سميث كلاين Prepandrix المعتمد من قبل الاتحاد الأوروبي في مايو 2008، مع مادة AS03 التفاعلية (التي تحتوي على السكوالين).[5]
- لقاح CSL Limited Panvax الذي وافقت عليه أستراليا في يونيو 2008.

في نوفمبر 2013، وافقت إدارة الغذاء والدواء الأمريكية (FDA) على لقاح تجريبي لإنفلونزا الطيور H5N1 ليتم تخزينه. في تجربة سريرية شملت 3400 بالغ، شكل 91٪ من الأشخاص الذين تتراوح أعمارهم بين 18 و 64 عامًا و 74٪ من الأشخاص الذين تبلغ أعمارهم 65 عامًا أو أكثر استجابة مناعية كافية لتوفير الحماية. كانت الآثار السلبية المبلغ عنها خفيفة بشكل عام، حيث كان الألم في موقع الحقن هو التأثير الضار الأكثر شيوعًا.
يتغير H5N1 باستمرار، مما يعني أنه لا يمكن الاعتماد على اللقاحات القائمة على العينات الحالية من فيروس H5N1 للعمل في حالة جائحة H5N1 في المستقبل. في حين أنه يمكن أن يكون هناك بعض الحماية الشاملة ضد سلالات الإنفلونزا ذات الصلة، فإن أفضل حماية ستكون من لقاح يتم إنتاجه خصيصًا لأي سلالة من فيروسات الإنفلونزا الوبائية في المستقبل. دانيال ر. لوسي، المدير المشارك لبرنامج الدراسات العليا حول المخاطر البيولوجية والأمراض الناشئة في جامعة جورج تاون، أوضح هذه النقطة، «لا يوجد جائحة H5N1 لذلك لا يمكن أن يكون هناك لقاح وبائي.» ومع ذلك، تم إنشاء «لقاحات ما قبل الجائحة»؛ يتم صقلها واختبارها؛ ولديهم بعض الأمل في تعزيز البحث والاستعداد للوباء التالي. يتم تشجيع شركات تصنيع اللقاحات على زيادة السعة بحيث إذا كانت هناك حاجة إلى لقاح وبائي، فإن المرافق ستكون متاحة للإنتاج السريع لكميات كبيرة من اللقاح الخاص بسلالة وبائية جديدة.[بحاجة لمصدر]
تتضمن مشكلات إنتاج لقاح H5N1 ما يلي:[بحاجة لمصدر]
- نقص القدرة الإنتاجية الإجمالية.
- نقص القدرة الإنتاجية المتزايدة (من غير العملي تطوير نظام يعتمد على مئات الملايين من البيض المتخصص البالغ من العمر 11 يومًا على أساس الاستعداد).
- قد يكون جائحة H5N1 مميتا للدجاج.

يمكن تطبيق تكنولوجيا تصنيع زراعة الخلايا (القائمة على الخلايا) على لقاحات الإنفلونزا كما هي مع معظم اللقاحات الفيروسية وبالتالي حل المشاكل المرتبطة بإنشاء لقاحات الإنفلونزا باستخدام بيض الدجاج.
حاليا،[متى؟] لقاح الإنفلونزا لبرنامج الإنفلونزا الموسمي السنوي من أربعة شركات مصنعة. ومع ذلك، ينتج مصنع واحد فقط اللقاح السنوي بالكامل داخل الولايات المتحدة. لذلك، إذا حدث جائحة وتم تحويل قدرة تصنيع لقاح الإنفلونزا الموجود في الولايات المتحدة تمامًا لإنتاج لقاح وبائي، فسيكون العرض محدودًا للغاية. علاوة على ذلك، نظرًا لأن عملية تصنيع الإنفلونزا السنوية تحدث خلال معظم العام، فإن الوقت والقدرة على إنتاج لقاح ضد فيروسات وبائية محتملة للتخزين، مع استمرار الإنتاج السنوي لقاح الإنفلونزا، محدود. نظرًا لأن الإمداد سيكون محدودًا، فمن الأهمية بمكان بالنسبة لـ وزارة الصحة والخدمات البشرية. أن تكون قادرة على توجيه توزيع اللقاحات وفقًا للمجموعات المحددة مسبقًا (انظر الملحق د)؛ ستضمن وزارة الصحة والخدمات البشرية. بناء القدرات وستشرك الدول في مناقشة حول شراء وتوزيع لقاح الإنفلونزا للجائحة.
القدرة على إنتاج اللقاحات: تعتمد الاستجابة المناعية الوقائية الناتجة عن لقاحات الإنفلونزا إلى حد كبير على المستضدات الفيروسية الهيموغلوتينين (HA) والنورامينيداز (NA) في اللقاح. ونتيجة لذلك، فإن أساس تصنيع لقاح الإنفلونزا هو زيادة كميات هائلة من الفيروسات من أجل الحصول على كميات كافية من مستضدات البروتين هذه لتحفيز الاستجابات المناعية. يتم تصنيع لقاحات الإنفلونزا المستخدمة في الولايات المتحدة وحول العالم عن طريق نمو الفيروس في بيض الدجاج المخصب، وهي عملية تجارية موجودة منذ عقود. لتحقيق إنتاج اللقاح الحالي، يجب أن يتوفر ملايين البيض المخصب الذي يبلغ عمره 11 يومًا كل يوم من الإنتاج.

في المدى القريب، سيوفر التوسع في هذه الأنظمة قدرة إضافية على إنتاج اللقاحات الموسمية والجائحية في الولايات المتحدة، ومع ذل، لا يمكن تلبية القدرة المتزايدة التي ستكون مطلوبة للاستجابة للوباء عن طريق إنتاج اللقاحات التي تعتمد على البيض وحده، حيث أنه من غير العملي تطوير نظام يعتمد على مئات الملايين من البيض المتخصص البالغ من العمر 11 يومًا على أساس الاستعداد. بالإضافة إلى ذلك، نظرًا لأن الوباء قد ينتج عن سلالة من أنفلونزا الطيور قاتلة للدجاج، فمن المستحيل التأكد من أن البيض سيكون متاحًا لإنتاج اللقاح عند الحاجة. في المقابل، تكنولوجيا تصنيع زراعة الخلايا يمكن تطبيقها على لقاحات الأنفلونزا كما هي الحال مع معظم اللقاحات الفيروسية (مثل مرض شلل الأطفال لقاح الحصبة، النكاف، الحصبة الألمانية ولقاح جدري الماء اللقاح). في هذا النظام، فيروسات تزرع في أنظمة مغلقة مثل المفاعلات الحيوية التي تحتوي على أعداد كبيرة من الخلايا في النمو الإعلام بدلا من البيض. زيادة القدرات التي يوفرها خلية القائم على تكنولوجيا حساسة مواسم ويمكن تعديل الطلب اللقاح، كما يمكن أن يكون زيادة أو نقصان من قبل عدد من المفاعلات الحيوية أو حجم المستخدمة داخل مفاعل حيوي. بالإضافة إلى دعم البحوث الأساسية على خلية القائم على لقاح الأنفلونزا التنمية، وزارة الصحة والخدمات البشرية حاليا بدعم عدد من الشركات المصنعة للقاح في تطوير خلية القائم على لقاحات الأنفلونزا مع هدف تطوير الأمريكية-مرخص خلية القائم على لقاحات الأنفلونزا أنتج في الولايات المتحدة. الحكومة الأمريكية اشترت من شركة سانوفي باستور وشركة شيرون عدة ملايين جرعة من اللقاح من المفترض أن يتم استخدامها في حالة حدوث جائحة الأنفلونزا من H5N1 أنفلونزا الطيور هو إجراء التجارب السريرية مع هذه اللقاحات. الباحثون في جامعة بيتسبرغ كان النجاح مع الهندسة الوراثية للقاح الذي استغرق شهر واحد فقط لجعل الدجاج محمي تماما من الإمراض الناجمة عن الفيروس H5N1.
وفقًا لوزارة الصحة والخدمات الإنسانية بالولايات المتحدة:
بالإضافة إلى دعم الأبحاث الأساسية حول تطوير لقاح الإنفلونزا المستندة إلى الخلايا، تدعم لوزارة الصحة والخدمات الإنسانية حاليًا عددًا من مصنعي اللقاحات في التطوير المتقدم لقاحات الإنفلونزا المستندة إلى الخلايا بهدف تطوير لقاحات الإنفلونزا المستندة إلى الخلايا المرخصة من الولايات المتحدة المنتجة في الولايات المتحدة. تحفز اللقاحات الحالية المرخصة من الولايات المتحدة الاستجابة المناعية بناءً على كمية مستضد HA (hemagglutinin) المتضمن في الجرعة. تجري دراسة طرق لتحفيز استجابة مناعية قوية باستخدام عدد أقل من مستضد HA في تجارب لقاح H5N1 و H9N2. وتشمل هذه تغيير طريقة التسليم من العضلي إلى داخل الأدمة وإضافة مساعد تعزيز المناعة إلى صيغة اللقاح. بالإضافة إلى ذلك، تلتمس الوزارة مقترحات العقود من مصنعي اللقاحات، والمواد المساعدة، والأجهزة الطبية لتطوير وترخيص لقاحات الإنفلونزا التي ستوفر استراتيجيات بديلة تجنيب الجرعات.
شركة Chiron الآن[متى؟] أعيد التصديق بموجب عقد مع المعاهد الوطنية للصحة لإنتاج 8000-10000 جرعة استقصائية من لقاح إنفلونزا الطيور (H5N1). MedImmune وسانوفي باستور يخضعان لعقود مماثلة. تأمل حكومة الولايات المتحدة في الحصول على لقاح كاف في عام 2006 لعلاج 4 ملايين شخص. ومع ذلك، من غير الواضح ما إذا كان هذا اللقاح سيكون فعالًا ضد السلالة الافتراضية الطافرة التي يمكن أن تنتقل بسهولة من خلال مجموعات بشرية، ولم يتم تحديد مدة صلاحية الجرعات المخزنة.
أفادت مجلة نيو إنجلاند الطبية في 30 مارس 2006، عن واحدة من عشرات دراسات اللقاحات التي يتم إجراؤها. تم إجراء دراسة على اللقاح المنتج من العزل البشري (A / Vietnam / 1203/2004 H5N1) لفيروس إنفلونزا A (H5N1) من النوع 1 من الفيروس باستخدام نظام إنقاذ البلازميد، مع التعبير فقط عن جينات الهيماجلوتينين والنورامينيداز وإدارتها بدون مساعد. «إن بقية الجينات مستمدة من سلالة من الإنفلونزا المتكيفة مع البيض A / PR / 8/34. تم تعديل جين hemagglutinin بشكل إضافي ليحل محل ستة أحماض أمينية أساسية مرتبطة بإمراض عالية في الطيور في موقع الانقسام بين hemagglutinin 1 و hemagglutinin 2. وجرى تقييم المناعية التي microneutralization وتثبيط التراص المقايسات مع استخدام فيروس اللقاح، على الرغم من أن مجموعة فرعية من العينات التي تم اختبارها باستخدام البرية من نوع الإنفلونزا A / فيتنام / 1203/2004 (H5N1) فيروس». ومن المأمول أن توفر نتائج هذه الدراسة إلى جانب نتائج أخرى من المقرر أن تكتمل بحلول ربيع 2007، لقاحًا مناعيًا عاليًا وقائيًا ضد سلالات الإنفلونزا غير المتجانسة.
في 18 أغسطس 2006، قامت منظمة الصحة العالمية بتغيير سلالات H5N1 الموصى بها للقاحات المرشحة لأول مرة منذ عام 2004. "تشمل سلالات النموذج الأولي الجديدة لمنظمة الصحة العالمية، التي أعدها علم الوراثة العكسي، ثلاث سلاسل فرعية جديدة من فيروس H5N1. تتابعات الهيماجلوتينين لمعظم فيروسات إنفلونزا الطيور H5N1 المنتشرة في السنوات القليلة الماضية تنقسم إلى مجموعتين وراثيتين، أو كلاسلين. يحتوي Clade 1 على عزلات بشرية وطيور من فيتنام وتايلاند وكمبوديا وعزل الطيور من لاوس وماليزيا. تم تحديد فيروسات Clade 2 لأول مرة في عزلات الطيور من الصين وإندونيسيا واليابان وكوريا الجنوبية قبل انتشارها غربًا إلى الشرق الأوسط وأوروبا وأفريقيا. ووفقاً لمنظمة الصحة العالمية، كانت فيروسات الكليد 2 مسؤولة بشكل أساسي عن عدوى H5N1 البشرية التي حدثت خلال أواخر 2005 و 2006. حدد التحليل الوراثي ستة مجموعات فرعية من الكليد 2، ثلاثة منها لها توزيع جغرافي مميز وقد تورطت في إصابات بشرية:
- subclade 1، إندونيسيا.
- subclade 2، الشرق الأوسط وأوروبا وأفريقيا.
- Subclade 3، الصين.

على أساس المجموعات الفرعية الثلاثة، تقدم منظمة الصحة العالمية للشركات والمجموعات الأخرى المهتمة بتطوير لقاح الجائحة هذه السلالات النموذجية الثلاث الجديدة:
- فيروس يشبه A/Indonesia/2/2005
- فيروس يشبه A/Bar headed goose/Quinghai/1A/2005
- فيروس يشبه A/Anhui/1/2005

حتى الآن، يعمل الباحثون على لقاحات ما قبل الأوبئة لفيروسات H5N1 في Clade 1. في مارس، أظهرت أول تجربة سريرية للقاح أمريكي لفيروس H5N1 نتائج متواضعة. في مايو، أظهر باحثون فرنسيون نتائج أفضل إلى حد ما في تجربة سريرية للقاح H5N1 الذي تضمن مادة مساعدة. خبراء اللقاحات ليسوا متأكدين مما إذا كان اللقاح فعال ضد السلالات الفيروسية H5N1 المعروفة سيكون فعالًا ضد السلالات المستقبلية. على الرغم من أن الفيروسات الجديدة ستكون متاحة الآن لأبحاث اللقاحات، إلا أن منظمة الصحة العالمية قالت إن التجارب السريرية التي تستخدم فيروسات Clade 1 يجب أن تستمر كخطوة أساسية في الاستعداد للوباء، لأن التجارب تعطي معلومات مفيدة عن التحضير، والتفاعل المتبادل، والحماية المتقاطعة من اللقاح. الفيروسات من عروق مختلفة و subclades.
حتى نوفمبر 2006، كان لدى وزارة الصحة والخدمات الإنسانية بالولايات المتحدة ما يكفي من لقاح H5N1 قبل الوباء لعلاج حوالي ثلاثة ملايين شخص (5.9 مليون جرعة كاملة الفعالية) على الرغم من 0.2 مليون جرعة مستخدمة للبحث و 1.4 مليون جرعة لها بدأت تفقد فاعليتها (من 7.5 مليون جرعة كاملة فعالة تم شراؤها من Sanofi Pasteur و Chiron Corp). مدة الصلاحية المتوقعة لقاح الإنفلونزا الموسمية حوالي عام، لذا فإن حقيقة أن معظم مخزون H5N1 قبل الجائحة ما زال جيدًا بعد حوالي عامين يعتبر أمرًا مشجعًا.

## التجارب السريرية
تجارب H5N1 السريرية هي تجارب سريرية تتعلق بلقاحات H5N1. الغرض منها هو اكتشاف الآثار الدوائية وتحديد أي ردود فعل سلبية قد تحققها اللقاحات في البشر.

## روابط خارجية
- "Diagnostic Targets and Potential Vaccine Against H5n1 Avian Influenza". U.S. إدارة الغذاء والدواء (الولايات المتحدة) (FDA). 21 أكتوبر 2019. مؤرشف من الأصل في 2020-02-06.
- US patent 8778847, "Immunogenic peptides of influenza virus", published 2010-11-11, issued 2014-06-25
- "Pandemic Influenza". HHS.gov. 14 يوليو 2016. مؤرشف من الأصل في 2020-04-07.